# Nadzeja Ostapčuk
Nadzeja Mikalajeuna Ostapčuk (belorusko Надзея Мікалаеўна Астапчук), beloruska atletinja, * 28. oktober 1980, Stolin, Sovjetska zveza.
Nastopila je na poletnih olimpijskih igrah v letih 2004, 2008 in 2012, v letih 2008 in 2012 je osvojila bronasto medaljo v suvanju krogle, obe sta ji bili odvzeti zaradi dopinga. Na svetovnih prvenstvih je osvojila tri srebrne medalje ter naslov prvakinje leta 2005, ki ji je bil prav tako odvzet zaradi dopinga, na svetovnih dvoranskih prvenstvih je osvojila zlato in štiri srebrne medalje, na evropskih prvenstvih zlato in srebrno medaljo, slednja ji je bila odvzeta zaradi dopinga, na evropskih dvoranskih prvenstvih pa zlato medaljo. 